# Karol Lampert
Karol Lampert (ur. 9 stycznia 1894 w Göfis, zm. 13 listopada 1944 w Halle) – męczennik chrześcijański i błogosławiony Kościoła rzymskokatolickiego.
Był austriackim, a później również niemieckim księdzem rzymskokatolickim, doktorem prawa kanonicznego, przeciwnikiem narodowego socjalizmu. Za swoją nieugiętą postawę wobec narodowego socjalizmu był wielokrotnie więziony w niemieckich obozach koncentracyjnych. Jest męczennikiem, który w ramach akcji Fall Stettin wymierzonej w Kościół katolicki, został aresztowany i na podstawie wyroku hitlerowskiego sądu wojennego skazany na karę śmierci przez zgilotynowanie.

## Życiorys
Karol Lampert urodził w Południowym Tyrolu jako najmłodsze z siedmiorga dzieci rolnika Franza Xavera i Marii Rosiny.
12 maja 1918 przyjął święcenia kapłańskie z rąk biskupa Franza Eggera w katedrze w Brixen. W 1935 ukończył prawo kanoniczne w Rzymie, uwieńczone obroną doktoratu i otrzymaniem tytułu prałata i adwokata Świętej Roty Rzymskiej.
Wrócił do Innsbrucku w celu utworzenia kościelnego sądu biskupiego dla apostolskiej administratury Innsbruck-Feldkirch. Od 1935 był wikariuszem biskupim w Innsbrucku, a 15 stycznia 1939 otrzymał godność prowikarego, czyli wikariusza generalnego. 

### Okres prześladowań
Będąc nieugiętym wobec władzy nazistowskiej, szybko popadł w niełaskę gauleitera Tyrolu Franza Hofera. W 1940 zaprotestował przeciwko ograbianiu przez nazistów klasztoru w Innsbrucku, po wcześniejszym wypędzeniu stamtąd zakonnic. Został za to na kilka dni aresztowany. Powtórnie został aresztowany, gdy sprawę grabieży i likwidacji klasztorów nagłośnił w watykańskim radio.
Po męczeńskiej śmierci ks. Ottona Neururera opublikował nekrolog, w którym wspomniał o barbarzyństwie jakie spotkało w niemieckim obozie koncentracyjnym KL Buchenwald kapłana z jego administratury, który za udzielenie chrztu został powieszony do góry nogami, wskutek czego ks. Neururer w męczarniach zmarł. Pod koniec sierpnia 1940 roku został osadzony w niemieckich obozach koncentracyjnych KL Dachau, następnie w KL Sachsenhausen i ponownie w KL Dachau. Po interwencji został zwolniony, bez możliwości prawa powrotu do rodzinnej administratury Innsbruck-Feldkirch. 16 sierpnia 1941 na zaproszenie biskupa diecezji berlińskiej Konrada von Preysinga przyjechał do Szczecina, zamieszkał w fundacji sióstr boromeuszek, zostając kapelanem szpitalnym. Odprawiał msze św. w ich kościele, który po wojnie został przebudowany na sale szpitalne, blisko współpracował z parafią św. Jana Chrzciciela, pomagał także w innych parafiach na terenie Pomorza i Meklemburgii.

### Aresztowanie i śmierć
Został aresztowany podczas akcji Fall Stettin w lutym 1943 w wyniku donosów konfidenta Gestapo o pseudonimie „inżynier Georg Hagen”. Początkowo przetrzymywany w ciężkich warunkach w więzieniu gestapo przy Augustastraße w Szczecinie, później przewieziony do więzienia w Berlinie. Został stracony na gilotynie w więzieniu Roter Ochse w Halle 13 listopada 1944.

## Proces beatyfikacyjny
W 1998 proces beatyfikacyjny ks. dra Karola Lamperta otwarty został przez biskupa Klausa Künga w diecezji Feldkirch. Uroczystości beatyfikacyjne odbyły się 13 listopada 2011 w Dornbirn pod przewodnictwem kardynała Angelo Amato z udziałem biskupa ordynariusza diecezji Feldkirch Elmara Fischera, metropolity szczecińsko-kamieńskiego arcybiskupa Andrzeja Dzięgi.
26 listopada 2011 w szczecińskiej bazylice św. Jana Chrzciciela pod przewodnictwem metropolity szczecińsko-kamieńskiego abpa Andrzeja Dzięgi odbyło się dziękczynienie za beatyfikację ks. dra Karola Lamperta, połączone z przekazaniem relikwii błogosławionego archidiecezji szczecińskiej i mszą świętą. Uczestniczyli w nim również metropolita berliński abp Rainer Maria Woelki i ordynariusz diecezji Feldkirch bp Elmar Fischer. Po mszy zostały złożone wieńce pod pomnikiem Męczenników II Wojny Światowej. 

## Pamięć
- Karol Lampert pojawia się na stronach powieści Perła Europy Bartosza Ulki.
- W krypcie katedry św. Jadwigi Śląskiej w Berlinie-Mitte znajduje się tablica pamiątkowa ku jego czci

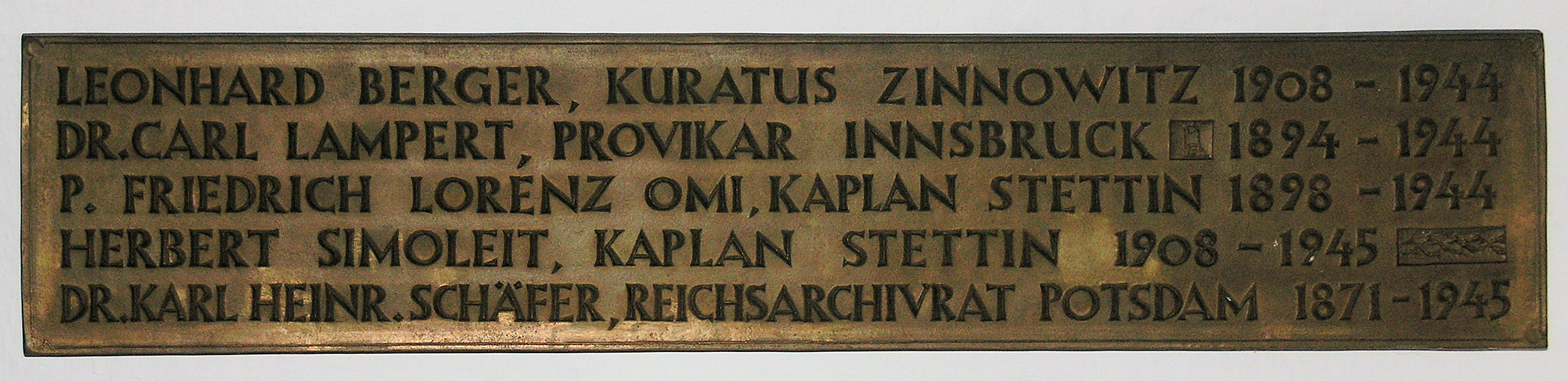
Część tablicy poświęcona pamięci katolików z archidiecezji berlińskiej zamordowanych przez nazistów, znajdująca się w katedrze św Jadwigi Śląskiej w Berlinie